# Arina Rodionova
Arina Ivanovna Rodionova (russisk: Арина Ивановна Родионова, født 15. december 1989 i Tambov, Sovjetunionen) er en professionel tennisspiller fra Australien, som indtil 2014 repræsenterede Rusland.